# Fernando Vianello
Pour les articles homonymes, voir Vianello.
Fernando Vianello (Bologne, 17 août 1939 - Rome, 10 août 2009) est un économiste de l’Académie italienne,.
Il fonda la Faculté d’économie de l’Université de Modène et de Reggio d'Émilie avec ses collègues Michele Salvati, Sebastiano Brusco, Andrea Ginzburg et Salvatore Biasco.
Il obtint sa maîtrise en droit à l’Université de Bologne en 1963, en soutenant sa thèse sur le développement économique avec Paolo Sylos Labini.
La même année il fréquenta à Rome le 6e cours de formation sur le développement économique de la SVIMEZ, coordonné par le professeur Claudio Napoleoni. De 1964 à 1966 il fut assistant bénévole à la chaire des « Institutions d’Économie Politique » dirigée par le Paolo Sylos Labini auprès de la Faculté des sciences statistiques de l'Université La Sapienza de Rome.
Dès 1966 il fréquenta l’Université de Cambridge, au Royaume-Uni, en suivant les cours tenus par J. Robinson, N. Kaldor e R. Khan. En 1968 il obtint la maîtrise en Économie (Baccalauréat universitaire ès lettres) au Jesus College de l’Université de Cambridge.

## Carrière Académique
Au cours de sa carrière il eut l’occasion de se confronter à quelques-uns des économistes italiens les plus importants du XXe siècle comme Federico Caffè, Paolo Sylos Labini, Nicola Acocella et Pierangelo Garegnani.

### Université de Sienne
Faculté des sciences économiques et bancaires : 
- Professeur Associé d’histoire des doctrines économiques.

### Université de Modène et de Reggio d'Émilie
Faculté d’ Économie :
- Professeur Associé (puis Ordinaire) d’Économie politique et Histoire des doctrines économiques (1969-1987).

### Université La Sapienza de Rome
Faculté d’ Économie :
- Directeur du Département d’Économie publique (1988-89).
- Professeur Ordinaire d’Économie politique et d’Histoire de l’analyse économique (1987-2009).
- Professeur de Macroéconomie pour le doctorat de recherche en Économie politique (1987-2009).

## Comités scientifiques
L’activité scientifique s’est développée sur plusieurs lignes de recherche. Il a affronté la théorie de la valeur et de la répartition du revenu, avec une attention particulière accordée au lien entre l’accumulation du capital et le taux de profit. Il a approfondi les théories des économistes du filon de l’économie politique classique relancées par Piero Sraffa, comme Adam Smith, David Ricardo et Karl Marx pour en citer quelques-uns.
Il s’est intéressé aux vicissitudes  de l’économie italienne et européenne. Concernant l’économie italienne, il s’est concentré sur la période d’immédiate après-guerre, en particulier à la réponse aux luttes ouvrières des années 1960 et début 1970 et plus récemment à l’adhésion de l’Italie  à la monnaie unique européenne.
En ce qui concerne l’économie européenne, il a focalisé son attention sur le problème des raisons, des modes de fonctionnement et des conséquences du système monétaire européen et de la monnaie unique  européenne. 
Enfin, il approfondit les questions des prix, du taux d’intérêt et de la demande effective en développant des réflexions stimulantes à partir des textes de John Maynard Keynes. 

## Publications
Une sélection de textes du Prof. F Vianello est disponible sur le site web de la Faculté d’Économie de l’Université de Modène et de Reggio d’Émilie.

### En langue anglaise
- F. Vianello, « On Ricardo’s principle that the profits of the farmer regulate the profits of all other trades » dans Studi e ricerche dell'Istituto economico, 18, Università degli studi di Modena, Modena, Stem Mucchi, 1983.
- F. Vianello, « The Pace of Accumulation », dans Political Economy. Studies in the Surplus Approach, 1, p.  69-87, 1985.
- F. Vianello, « Labour theory of value », dans J. Eatwell, M. Milgate et P. Newman (sous la dir. de): The New Palgrave: A Dictionary of Economics, Macmillan e Stockton, London e New York,  (ISBN 978-09-35-85910-2), 1987.
- F. Vianello, « A critique of Professor Goodwin’s Critique of Sraffa », dans G. Ricci et K. Velupillai (sous la dir. de), Growth, Cycles and Multisectoral Economics: the Goodwin Tradition, Berlin, Sringer-Verlag,  (ISBN 978-35-40-19467-5), 1988.
- F. Vianello, « Effective Demand and the Rate of Profits: Some Thoughts on Marx, Kalecki and Sraffa », dans M. Sebastiani (sous la dir. de), Kalecki's Relevance Today, London, Macmillan,  (ISBN 978-03-12-02411-6), 1989.
- F. Vianello, « Natural (or Normal) Prices. Some Pointers », dans Political Economy. Studies in the Surplus Approach, 2, p. 89-105, 1989.
- F. Vianello, « Joan Robinson on Normal Prices (and the Normal rate of Profits) », dans M.C. Marcuzzo, L.L. Pasinetti et A. Roncaglia (sous la dir. de), The Economics of Joan Robinson, New York, Routledge,  (ISBN 978-0415136167), 1996.
- A. Simonazzi et F. Vianello, « Italy towards European Monetary Union (and domestic socio-economic disunion) », dans B.H. Moss et J. Michie (sous la dir. de), The Single European Currency in National Perspective. A community in Crisis?, Macmillan, London,  (ISBN 978-03-33-79293-3), 1998.
- F. Vianello, « Social accounting in Adam Smith », dans G. Mongiovi et F. Petri (sous la dir. de), Value, Distribution and capital. Essays in honor of Pierangelo Garegnani, London, Routledge,  (ISBN 0-415-14277-6), 1999.
- A. Simonazzi et F. Vianello, « Financial Liberalization, the European Single Currency and the Problem of Unemployment », dans R. Franzini et R.F. Pizzuti (sous la dir. de), Globalization, Institutions and Social Cohesion, Springer Verlag, Heidelberg,  (ISBN 3-540-67741-0), 2001.
- F. Vianello, « Reviewing a Review », dans D.K. Foley, P. Garegnani, M. Pivetti et F. Vianello, Classical Theory and Policy Analysis: A Round Table, Centro di ricerche e documentazione "Piero Sraffa", Materiali di Discussione n. 1, Roma, Aracne, publié dans  Review of Political Economy, vol. 19, no. 2, 2007, 2004.
- A. Simonazzi et F. Vianello, « Price and Prejudice. The statics and dynamics of money-wage flexibility », dans M.C. Marcuzzo et A. Giacomin (sous la dir. de), Money and markets, London, Routledge, p. 115-132,  (ISBN 978-0-415-38403-2), 2007.

### En langue italienne
- F. Vianello, « Nota del curatore a Francesco Saverio Nitti. Saggi di Economia e Finanza », vol. V, dans F. Vianello (sous la dir. de), (préface par P. Sylos Labini), Saggi economici vari. Disegni di legge. Discorsi, Laterza, Bari, p. 609–634, 1969.
- F. Vianello, Valore prezzi e distribuzione del reddito, Roma, Edizioni dell'Ateneo, 1970.
- F. Vianello, Quantità di lavoro e rapporti di scambio, Roma, Edizioni dell'Ateneo, 1971.
- F. Vianello, « Plusvalore e profitto nell’analisi di Marx », dans  P. Sylos Labini (sous la dir. de), Prezzi relativi e distribuzione del reddito, Torino, Boringhieri,  (ISBN 978-88-33-95368-7), 1973.
- F. Vianello, « La classe operaia e l’aumento dei prezzi », dans Ouvrage collectif, Contro l’inflazione, Coines Edizioni, Roma, 1973.
- A. Ginzburg et F. Vianello, « Il fascino discreto della teoria economica », dans  Rinascita, 31, 3 agosto 1973, republié dans Ouvrage collectif, Marxismo ed economia. Un dibattito di «Rinascita», Venezia, Marsilio, 1974.
- F. Vianello, « La DC e lo sviluppo capitalistico in Italia dal dopoguerra ad oggi », dans Ouvrage collectif, Tutto il potere della DC, Coines Edizioni, Roma, 1975.
- F. Vianello, « I meccanismi di recupero del profitto », 1975, dans  A. Graziani (sous la dir. de), Crisi e ristrutturazione dell’economia italiana, Torino, Einaudi, republié dans F. Vianello, Il profitto e il potere. Una raccolta di saggi (1974-1979), Torino, Rosenberg & Sellier, 1979.
- F. Vianello, Introduzione a D. Ricardo, Sui principi dell’economia politica e delle tassazione, Milano, Isedi, 1976.
- F. Vianello, « Occupazione e bilancia dei pagamenti », 1977, dans Ouvrage collectif, Crisi, occupazione, riconversione, Torino, Rosenberg & Sellier, republié dans F. Vianello, Il profitto e il potere. Una raccolta di saggi (1974-1979), Torino, Rosenberg & Sellier, [1979].
- G. Bonifati et F. Vianello, « L'economia italiana al tempo del Piano del lavoro », dans Il Piano del lavoro della CGIL, 1949-1950, Milano, Feltrinelli, 1978.
- F. Vianello, « Osservazioni sul capitale fisso e sulle quantità negative di lavoro », dans Studi e ricerche dell'Istituto economico, 4, Università degli studi di Modena, Modena, Stem Mucchi, 1979.
- F. Vianello, Il profitto e il potere. Una raccolta di saggi (1974-1979), Torino, Rosenberg & Sellier  (ISBN 978-88-70-11092-0), 1979.
- F. Vianello, « Lo sviluppo capitalistico italiano dal dopoguerra al «miracolo economico»: una veduta di insieme », dans F. Vianello, Il profitto e il potere. Una raccolta di saggi (1974-1979), Torino, Rosenberg & Sellier, 1979.
- F. Vianello, « L’Europa fra dollaro e marco: note sul dibattito italiano », dans  Dossier di Le monde diplomatique, n. 1, L’ingranaggio Europa, Torino, Rosenberg & Sellier, republié dans  F. Vianello, Il profitto e il potere. Una raccolta di saggi (1974-1979), Torino, Rosenberg & Sellier, 1979.
- F. Vianello, « La lenta morte dello stato assistenziale » dans Ouvrage collectif, Libertà di sciopero o libertà di impresa? La politica della Confindustria tra controffensiva neo-liberista e repressione giudiziaria contro i metalmeccanici, Bari, De Donato. Publié avec le titre: « Il mercato e la società. Aspetti di restaurazione culturale », dans F. Vianello, Il profitto e il potere. Una raccolta di saggi (1974-1979), Torino, Rosenberg & Sellier, 1979.
- F. Vianello, « Opinioni italiane e inglesi sul controllo delle importazioni », dans  Mondoperaio, n. 5 1979, republié dans F. Vianello, Il profitto e il potere. Una raccolta di saggi (1974-1979), Torino, Rosenberg & Sellier, 1979.
- F. Vianello, « Commento », dans G. Lunghini (sous la dir. de), Scelte politiche e teorie economiche in Italia 1945-1978, Torino, Einaudi, p. 399–402,  (ISBN 978-88-06-51755-7), 1981.
- F. Vianello, « La cultura degli Eloi », dans Ouvrage collectif, Il concetto di sinistra, Bompiani, Milano, 1982.
- F. Vianello, « La critica dell'economia politica: ieri e oggi », dans  C. Mancina et A.M. Nassisi, Marx e il mondo contemporaneo, vol. 1, Roma, Editori Riuniti,  (ISBN 978-88-35-93003-7), 1986.
- F. Vianello, « Precisazioni in tema di prezzi naturali », dans  N. Acocella, G.M. Rey et M. Tiberi (sous la dir. de.), Saggi di Politica economica in onore di Federico Caffè, vol. II, Franco Angeli, p. 119–140,  (ISBN 978-88-20-47349-5), 1992.
- F. Vianello, « Umanesimo del welfare: qualche riflessione », dans  G.M. Rey et G.C. Romagnoli (sous la dir. de.), In difesa del welfare state, Milano, Angeli,  (ISBN 978-88-20-47687-8), 1993.
- A. Simonazzi et F. Vianello, « Modificabilità dei tassi di cambio e restrizioni alla libertà di movimento dei capitali », dans F.R. Pizzuti (sous la dir. de), Pragmatismo, disciplina e saggezza convenzionale. L'economia italiana dagli anni '70 agli anni '90, McGraw-Hill, Milano, 1994.
- F. Vianello, « Federico Caffè e l’intelligente pragmatismo », dans A. Esposito et M. Tiberi (sous la dir. de.), Federico Caffè: realtà e critica del capitalismo storico, Catanzaro, Meridiana Libri,  (ISBN 978-88-86-17506-7), 1995.
- G. Bonifati et F. Vianello, « Il saggio dell'interesse come fenomeno monetario e il saggio di rendimento del capitale impiegato nella produzione », dans N. De Vecchi et M.C. Marcuzzo (sous la dir. de.), A Cinquant'anni da Keynes. Teorie dell'occupazione, interesse e crescita, Milano, Unicopli,  (ISBN 978-88-40-00493-8), 1998.
- A. Simonazzi et F. Vianello, « Liberalizzazione finanziaria, moneta unica europea e occupazione », dans  R. Pizzuti (sous la dir. de), Globalizzazione, istituzioni e coesione sociale, Donzelli, Roma,  (ISBN 978-88-86-17546-3), 1999.
- A. Ciampalini et F. Vianello, « Concorrenza, accumulazione del capitale e saggio del profitto. Critica al moderno sottoconsumismo », dans M. Pivetti (sous la dir. de), Piero Sraffa. Contributi per una biografia intellettuale, Roma, Carocci,  (ISBN 978-88-43-01665-5), 2000.
- F. Vianello, « La Facoltà di Economia e Commercio di Modena », dans G. Garofalo et A. Graziani (sous la dir. de.), La formazione degli economisti in Italia (1950-1975), Bologna, Il Mulino,  (ISBN 978-88-15-09567-1), 2004.

## Vie privée
Marié avec Mariella Gramaglia, journaliste, parlementaire pendant la Xe législature, conseillère à la ville de Rome sous les mandats des maires Rutelli et Veltroni. Ils ont deux enfants, Maddalena e Michele.